# William Wesley Coe

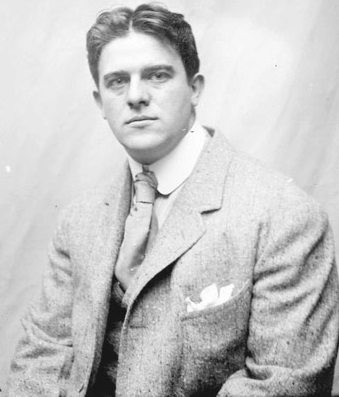
Retrato de altura media de William Wesley Coe.

Wesley Coe (William Wesley Coe, Jr., 8 de mayo de 1879 - 24 de diciembre de 1926) fue un atleta estadounidense que compitió principalmente en el lanzamiento de peso.
Él compitió en los Estados Unidos en los Juegos Olímpicos de San Luis 1904, Estados Unidos, en el lanzamiento de peso, donde ganó la medalla de plata entre sus compatriotas como fue el ganador de la medalla de oro Ralph Rose y el ganador de la medalla de bronce Lawrence Feuerbach.
En los Juegos Olímpicos de Londres 1908, Wesley Coe fue 4 º en el lanzamiento de peso y también compitió en el tira y afloja.